# 10354 Guillaumebude
A 10354 Guillaumebude (ideiglenes jelöléssel 1993 BU5) egy kisbolygó a Naprendszerben. Eric Walter Elst fedezte fel 1993. január 27-én.